# José García Pérez
José García Pérez (Lanús, 3 dicembre 1921 – ...) è stato un calciatore e allenatore di calcio argentino, di ruolo difensore.

## Carriera

### Club
Ha sempre giocato nel campionato argentino, vincendolo tre volte.

### Nazionale
Ha collezionato 6 presenze con la maglia della nazionale.

## Palmarès

### Giocatore

#### Competizioni nazionali
- Campionato argentino: 3

Racing Avellaneda: 1949, 1950, 1951